# Баљковица (Сапна)
Баљковица је насељено мјесто у општини Сапна, Босна и Херцеговина.

## Историја
Баљковица је до рата у цјелини било у саставу општине Зворник.

## Становништво
|             | 2013.        | 1991.         | 1981.         | 1971.         |
| Укупно      | 148 (100,0%) | 595 (100,0%)  | 629 (100,0%)  | 572 (100,0%)  |
| Бошњаци     | 122 (82,43%) | 141 (23,70%)1 | 166 (26,39%)1 | 159 (27,80%)1 |
| Срби        | 26 (17,57%)  | 451 (75,80%)  | 458 (72,81%)  | 412 (72,03%)  |
| Хрвати      | –            | 2 (0,336%)    | –             | –             |
| Остали      | –            | 1 (0,168%)    | 3 (0,477%)    | 1 (0,175%)    |
| Југословени | –            | –             | 1 (0,159%)    | –             |
| Словенци    | –            | –             | 1 (0,159%)    | –             |

1. 1 На пописима од 1971. до 1991. Бошњаци су пописивани углавном као Муслимани.